# 양털목황새
양털목황새(Woolly-necked stork)는 아시아양털목황새(Asian woolly-necked stork)라고도 불리며, 황새과에 속하는 대형 황새의 한 종이다. 단독으로 번식하거나 작은 느슨한 군락으로 번식한다. 아시아 전역의 숲, 농경지, 담수 습지 등 다양한 서식지에 분포한다.

## 묘사
양털목황새는 키가 75~92cm인 중형 황새이다. 홍채는 진한 진홍색 또는 와인색이다. 황새는 전체적으로 검은색을 띠고 있으며, 솜털 같은 흰색 목을 가지고 있다. 아랫배와 꼬리 아래 덮개는 흰색으로, 어두운 색 깃털이 돋보인다. 앞목의 깃털은 황갈색이며 구리빛 보라색 색조를 띠고 있다. 이 깃털은 길쭉하며 전시 중에 세울 수 있다. 꼬리는 깊게 갈라져 있고 흰색이며, 보통 꼬리 덮개 아래의 검은색 긴 부분으로 덮여 있다. 긴 빨간 다리와 무겁고 검은 부리를 가지고 있지만, 일부 표본은 대부분 짙은 빨간색 부리를 가지고 있으며 기본 1/3만 검은색이다. 성별은 동일하다. 어린 새들은 깃털이 달린 이마를 가진 성체의 더 칙칙한 버전으로, 때로는 흑백으로 줄무늬가 있다. 아프리카 새들은 아시아 새들의 날카롭고 깨끗한 경계에 비해 검은색 모자의 가장자리가 퍼져 있거나 경계가 들쭉날쭉한 것으로 묘사된다. 성별은 동일하지만 수컷이 더 큰 것으로 생각된다. 전시 중이나 비행 중 날개를 열면 팔뚝 아래쪽을 따라 매우 밝은 깃털 없는 피부의 좁은 띠가 보인다. 이 띠는 "네온, 오렌지색", "붉은 금빛 보석처럼", 근거리에서 볼 때 "거의 빛나는" 띠로 다양하게 묘사되어 왔다.
작은 둥지는 옅은 회색이며, 목에는 털이 있고, 검은 왕관이 있다. 어린 나이에 미성숙한 새는 깃털이 있는 이마, 깃털의 홍채가 훨씬 적고, 목에는 훨씬 길고 푹신한 깃털을 제외하고는 성체와 동일하다. 갓 태어난 어린 새는 이마 중앙에 눈에 띄는 흰색 자국이 있어 일 년 중 어린 새를 구별하는 데 사용할 수 있다.
이 종의 영어 일반적인 이름으로는 흰목황새, 흰머리황새가 있다. 최근에는 아프리카와 아시아 개체군이 아프리카양털목황새와 아시아양털목황새 두 종으로 간주되고 있다. 이는 순전히 지리적 고립에 기반한 것이지만, 아직 이 분열을 뒷받침하는 형태학적 또는 계통학적 증거는 없다.

## 분포 및 서식지
이 종은 인도에서 인도네시아에 이르기까지 아시아에서 널리 번식하는 열대 종이다. 이 종은 농경지나 습지, 자연 절벽, 휴대폰 타워에 위치한 나무 위에 둥지를 짓는 상주 번식자이다. 이들은 계절성 및 다년생 저수지와 습지, 농경지, 관개 수로와 강 등 다양한 담수 습지를 사용하지만, 주로 농업 지역과 남아시아 및 미얀마 전역의 보호 지역 외부 습지에서 볼 수 있다. 그들은 초원과 농작물 밭의 화재에 매료되어 화재를 피하려는 곤충을 포획한다. 그들은 아시아, 특히 동남아시아의 숲 속 연못과 습지를 사용하여 여러 숲 유형의 개간지에서 풀밭과 습지를 이용한다. 인도에서는 해안 서식지에서 흔하지 않은 종이다. 아시아의 해안 지역을 사용하며 술라웨시섬의 새들은 바다뱀을 먹는 것으로 관찰된다. 인도 북부의 농업 환경에서는 여름과 장마철에는 양털목황새가 휴경지를 선호했고, 겨울에는 자연 담수 습지를 선호했다. 이곳에서는 수위가 낮은 겨울철에 관개 수로를 우선적으로 사용했고, 새들은 사계절 내내 농작물 밭을 피했다. 새로운 관개 수로 건설의 도움을 받아 이 종은 인도 라자스탄주의 타르 사막과 같은 건조한 지역으로 확산되고 있다. 남아시아 전역에서 양털목황새는 주로 농경지를 사용하며, 습지의 양에 비해 보호되지 않은 습지를 사용하는 개체 수가 더 많으며, 대부분의 개체는 농작물을 사용한다. 인도 북부 하리아나주에서는 전통적인 다기능 농업림의 일환으로 농작물 밭과 관개 수로를 따라 심어진 나무에 둥지를 틀고, 일반적으로 인간 정착지 근처의 나무는 피한다.
이 종의 개체들은 중국의 해발 3,790m (나파하이 습지)와 네팔의 해발 3,540m (안나푸르나 보전 지역)에서 목격되었다.